# تئودوروس زاگوراکیس
تئودوروس زاگوراکیس (به یونانی: Θοδωρής Ζαγοράκης) (متولد ۲۷ اکتبر ۱۹۷۱ در کاوالا) بازیکن بازنشستهٔ فوتبال اهل یونان است که در پست هافبک دفاعی بازی می‌کرد. او سال‌ها عضو تیم ملی فوتبال یونان نیز بوده‌است. زاگوراکیس ۱۲۰ بازی ملی و سه گل ملی در کارنامه دارد. زاگوراکیس در سال ۲۰۰۷ از فوتبال خداحافظی کرد.

## تیم ملی یونان
تئودوروس زاگوراکیس اولین بازی ملی خود را در تاریخ ۷ سپتامبر ۱۹۹۴ مقابل تیم ملی جزایر فارو به انجام رساند. وی اولین گل ملی خود را در صد و یکمین بازی ملی خود در تاریخ ۹ فوریه ۲۰۰۵ مقابل تیم ملی دانمارک در مقدماتی جام جهانی ۲۰۰۶ به ثمر رساند.
زاگوراکیس به عنوان کاپیتان نقش مهمی در قهرمانی تیم ملی یونان در مسابقات یورو ۲۰۰۴ داشت که در انتها توانست در تیم منتخب این تورنمنت جای بگیرد و به عنوان بهترین بازیکن این تورنمنت انتخاب شود.
آخرین بازی ملی وی در تاریخ ۲۲ اوت ۲۰۰۷ در شهر سالونیک و در مقابل تیم ملی اسپانیا طی یک مسابقهٔ دوستانه رقم خورد.

## آمار بازی‌های ملی
| تیم ملی | سال   | تعداد بازی | گل |
| ------- | ----- | ---------- | -- |
| یونان   | ۱۹۹۴  | ۴          | ۰  |
| یونان   | ۱۹۹۵  | ۱۱         | ۰  |
| یونان   | ۱۹۹۶  | ۹          | ۰  |
| یونان   | ۱۹۹۷  | ۹          | ۰  |
| یونان   | ۱۹۹۸  | ۴          | ۰  |
| یونان   | ۱۹۹۹  | ۱۳         | ۰  |
| یونان   | ۲۰۰۰  | ۵          | ۰  |
| یونان   | ۲۰۰۱  | ۹          | ۰  |
| یونان   | ۲۰۰۲  | ۱۰         | ۰  |
| یونان   | ۲۰۰۳  | ۱۰         | ۰  |
| یونان   | ۲۰۰۴  | ۱۶         | ۰  |
| یونان   | ۲۰۰۵  | ۱۱         | ۱  |
| یونان   | ۲۰۰۶  | ۸          | ۲  |
| یونان   | ۲۰۰۷  | ۱          | ۰  |
| مجموع   | مجموع | ۱۲۰        | ۳  |

## گل‌های بین‌المللی
| #  | تاریخ          | محل برگزاری         | حریف          | نتیجه | رقابت                  |
| -- | -------------- | ------------------- | ------------- | ----- | ---------------------- |
| ۱. | ۹ فوریه ۲۰۰۵   | پیره، یونان         | دانمارک       | ۱-۲   | مقدماتی جام جهانی ۲۰۰۶ |
| ۲. | ۲۱ ژانویه ۲۰۰۶ | ریاض، عربستان سعودی | کرهٔ جنوبی     | ۱-۱   | بازی دوستانه           |
| ۳. | ۲۵ ژانویه ۲۰۰۶ | ریاض، عربستان سعودی | عربستان سعودی | ۱-۱   | بازی دوستانه           |

## افتخارات

### باشگاهی
لستر سیتی
قهرمانی
- کارلینگ کاپ: ۲۰۰۰

نایب قهرمانی
- کارلینگ کاپ: ۱۹۹۹

 باشگاه فوتبال آ.ا.ک آتن
قهرمانی
- جام حذفی یونان: ۲۰۰۲

نایب قهرمانی
- سوپر لیگ یونان: ۲۰۰۲

### ملی
تیم ملی فوتبال یونان
قهرمانی
- جام ملت‌های اروپا: ۲۰۰۴

### فردی
- جام ملت‌های اروپا ۲۰۰۴: عضو تیم منتخب تورنمنت
- جام ملت‌های اروپا ۲۰۰۴: بهترین بازیکن تورنمنت